# ポスキアーヴォ駅
ポスキアーヴォ駅（ポスキアーヴォえき）は、スイス・グラウビュンデン州の鉄道駅である。整備施設を備えた車両区が隣接しており、ベルニナ線における列車運行拠点にもなっている。

## 歴史
ベルニナ線の前身であるベルニナ鉄道の駅として1908年に開業した。当線はベルニナ峠の南北で別々に区間開業しているが、当駅はティラーノ駅を起点とする南側区間の終着駅であった。1910年の全線開業により、中間駅となった。
- 1908年 7月1日 - 開業（ベルニナ鉄道駅として）
- 1910年 全線開業
- 1943年 1月1日 - ベルニナ鉄道、レーティッシュ鉄道に吸収合併。（レーティッシュ鉄道ベルニナ線の駅となる）
- 1962年 - 先代駅舎完成[2]。
- 2019年 8月24日 - 新駅舎が供用開始。同時に、当駅から北のヴァルナ川に至る約 1.2 kmの区間が複線化された[3][4]。

1925年に撮影された空撮写真[注釈 1]
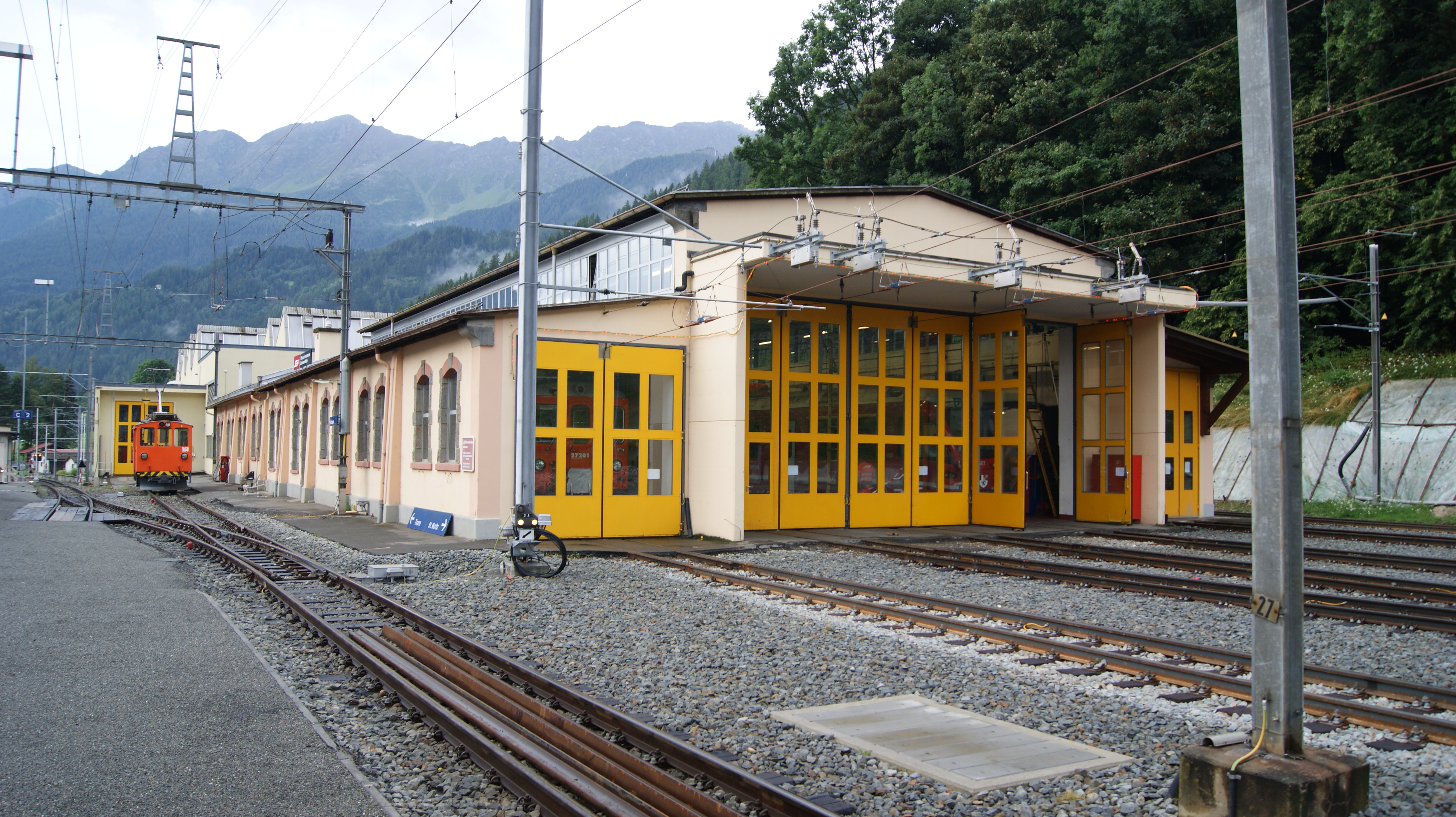
併設の整備棟